# 小林七朗
小林 七朗（こばやし しちろう、1856年1月9日（安政2年12月2日）- 1909年（明治42年）10月31日）は、明治期の地主、醸造家、実業家、政治家。衆議院議員。

## 経歴
甲斐国巨摩郡河原部村（山梨県北巨摩郡韮崎町を経て現韮崎市）で、大地主で屋号「布屋」として知られた豪商の家に生まれた。醤油醸造業、酢味噌製造業を営んだ。
1884年（明治17年）山梨県会議員に選出された。峡北政界で反自由党の中心となり、県内の地主派の指導者として活躍した。1898年（明治31年）3月の第5回衆議院議員総選挙で山梨県第1区から無所属で出馬して当選し、衆議院議員に1期在任した。
実業界では、韮崎銀行取締役、第十銀行監査役などを務めた。晩年は隠居して神奈川県大磯で過ごし、同地で没した。

## 国政選挙歴
- 第5回衆議院議員総選挙（山梨県第1区、1898年3月、無所属）当選[5]
- 第6回衆議院議員総選挙（山梨県第1区、1898年8月、憲政本党）次点落選[5]
- 第8回衆議院議員総選挙（山梨県郡部、1903年3月、憲政本党）次点落選[6]